# Gębiny
Gębiny – wieś w Polsce położona w województwie warmińsko-mazurskim, w powiecie olsztyńskim, w gminie Olsztynek. W latach 1975–1998 miejscowość należała administracyjnie do województwa olsztyńskiego.
Miejscowość położona przy drodze Stawiguda-Mańki, na północ od Olsztynka.

## Historia
W czasach krzyżackich wieś pojawia się w dokumentach w roku 1351, podlegała pod komturię w Olsztynku, były to dobra rycerskie o powierzchni 27 włók. Wieś lokowana w 1351 r. na 27 łanach na prawie chełmińskim, przez komtura ostródzkiego Gunther von Hohenstein. Nadanie otrzymali wolni Prusowie, bracia: Henryk, Herman, Pomens, Windik i Gedik. Wieś wzięła nazwę od imienia najstarszego z braci – Heinrichdorf. W 1540 roku mieszkało we wsi 7 wolnych (każdy posiadach 2–4 łany ziemi) i jeden zagrodnik. W 1606 roku wolni z Gębin, Tomaszyna i Witułt wnieśli skargę do elektora na burgrabiego olsztyneckiego, który odebrał im przywilej warzenia piwa. Na początku XVIII w. we wsi było 10 chłopskich gospodarstw. W 1939 roku w Gębinach było 19 domów i 100 mieszkańców. W 1997 w osadzie był jeden i 7 osób. W 2007 r. mieszkały już tylko cztery osoby.